# Polyosma cestroides
Polyosma cestroides är en tvåhjärtbladig växtart som beskrevs av Schlechter. Polyosma cestroides ingår i släktet Polyosma och familjen Escalloniaceae. Inga underarter finns listade i Catalogue of Life.